# Тимощук Олександр Ігорович
Олекса́ндр І́горович Тимощу́к  — лейтенант Збройних сил України, учасник російсько-української війни, що відзначився під час російського вторгнення в Україну в 2022 році.

## Життєпис
Народився в місті Любомлі на Волині. Після закінчення 9 класів Любомльської школи № 2 вступив до Львівського військового ліцею з посиленою військово-фізичною підготовкою імені Героїв Крут. Після ліцею не вистачило балів з фізики для вступу до військової академії, тому навчався у військовому коледжі при Львівській військовій академії. Після закінчення коледжу на початку 2015 року замість діяльності інструктором з водіння на Яворівському полігоні, пішов служити до складу 25-ї окремої повітряно-десантної Січеславської бригади. На військовій посаді техніка батареї управління і артрозвідки брав участь у бойових діях АТО на сході України.
В одному з боїв поблизу Бахмута на Донеччині отримав важкі поранення, після яких лікувався в Любомльському ТМО.
.

## Нагороди
- орден Богдана Хмельницького III ступеня (2022) — за особисту мужність і самовіддані дії, виявлені у захисті державного суверенітету та територіальної цілісності України, вірність військовій присязі[2].